# Will Cargill
Pour les articles homonymes, voir Cargill (homonymie).
Will Cargill était un marchand de grains du Midwest, de souche écossaise, et fils de fermier, décédé en 1909.
Il a fondé la société qui porte son nom en 1865, à la fin de la Guerre de Sécession américaine, lorsqu'il racheta un entrepôt sans étages à Conover, dans l'Iowa. Cargill est ensuite devenu la première société de négoce du monde.
L'année suivante, son frère Sam s'associa à lui pour former la société par actions W.W. Cargill et frères, qui déménagea en 1875 à La Crosse, dans le Wisconsin, un nouveau nœud ferroviaire, rejointe par un troisième frère, James. Will Cargill suivit ensuite l'expansion du système ferroviaire dans les grandes prairies gagnées par la Conquête de l'Ouest. Les premières voies ferrées reliant les deux océans sont lancées juste à la fin de la Guerre de Sécession et rapidement achevées.
Sam Cargill quitta La Crosse en 1887 pour revenir à Minneapolis, qui commençait à devenir un centre céréalier important. En 1898, John H. MacMillan, et son frère Daniel, commença à travailler pour la société, après avoir épousé Edna, la plus jeune fille de Will Cargill. À la mort de Sam en 1903, John MacMillan devint directeur de l'une des branches d'activités et s'installa à son tour à Minneapolis. William Cargill mourut en 1909, ce qui entraîna une crise fiscale et MacMillan saisit l'occasion pour évincer son beau-frère William Cargill.
William, le fils de Will, avait en effet failli entraîner la firme dans un désastre financier irréparable: un conflit interne éclata, qui favorisa la famille Mac Millan. John MacMillan dirigea la société jusqu'à son départ à la retraite en 1936.
L'entreprise Cargill emploie 143 000 personnes dans 67 pays en 2014.